# 캐논 EOS 5D Mark II
캐논 EOS 5D Mark II(Canon EOS 5D Mark II)는 2110만 유효 화소를 가지는 캐논의 디지털 SLR이다. 2008년 9월 17일에 발표되었으며 캐논 DSLR 라인업에서 캐논 EOS 50D보다 상위 기종이면서 캐논 EOS-1D Mark III보다 하위 기종에 해당된다. 캐논 EOS 5D의 후속 기종이며, 캐논에서 최초로 동영상 촬영기능이 채택된 DSLR 모델이다. 경쟁 모델로는 니콘의 D700과, 소니의 A900 등이 있다.
50D보다 상위 기종이긴 하나, 연속 촬영 속도 및 플래시 X-동조 속도는 50D보다 떨어진다.
5D Mark II는 35 mm 필름과 동일한 크기(36 × 24 mm)의 센서(CMOS 이미지 센서)를 가진 DSLR로는 비교적 낮은 가격에 출시되었다. 5D Mark II의 센서는 캐논 EOS-1Ds Mark III의 센서를 개량한 것이다.

## 5D와 비교해 향상된 점들
- 2110만 화소 (5,616 × 3,744)
- sRAW1 모드 (1000만 화소/3861 × 2574)
- sRAW2 모드 (520만 화소/2784 × 1856)
- 98% 뷰파인더 시계율, 0.71x 배율
- 동영상 모드 full HD (1920 × 1080) 혹은 SD (640 × 480) 최대 4GB @ 30fps
- 초당 3.9 매의 연속 촬영 속도
- DIGIC IV 이미지 프로세서
- 자동 이미지 센서 클리닝
- 3.0 인치 LCD
- 라이브뷰
- HDMI 비디오 아웃풋
- ISO 100-6400 (확장시 50(L), 12800(H1), 25600(H2)까지 증감)

## 사진

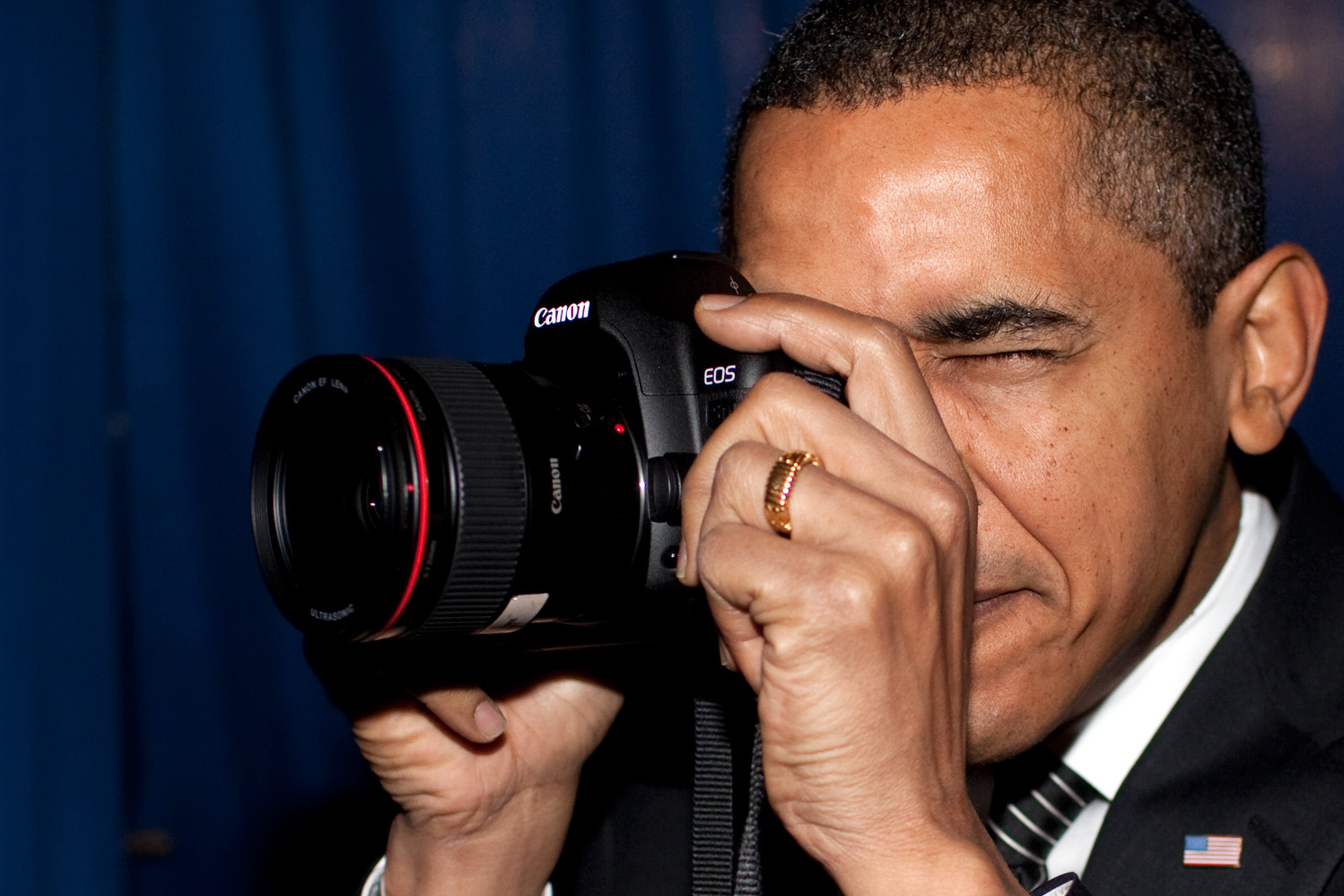
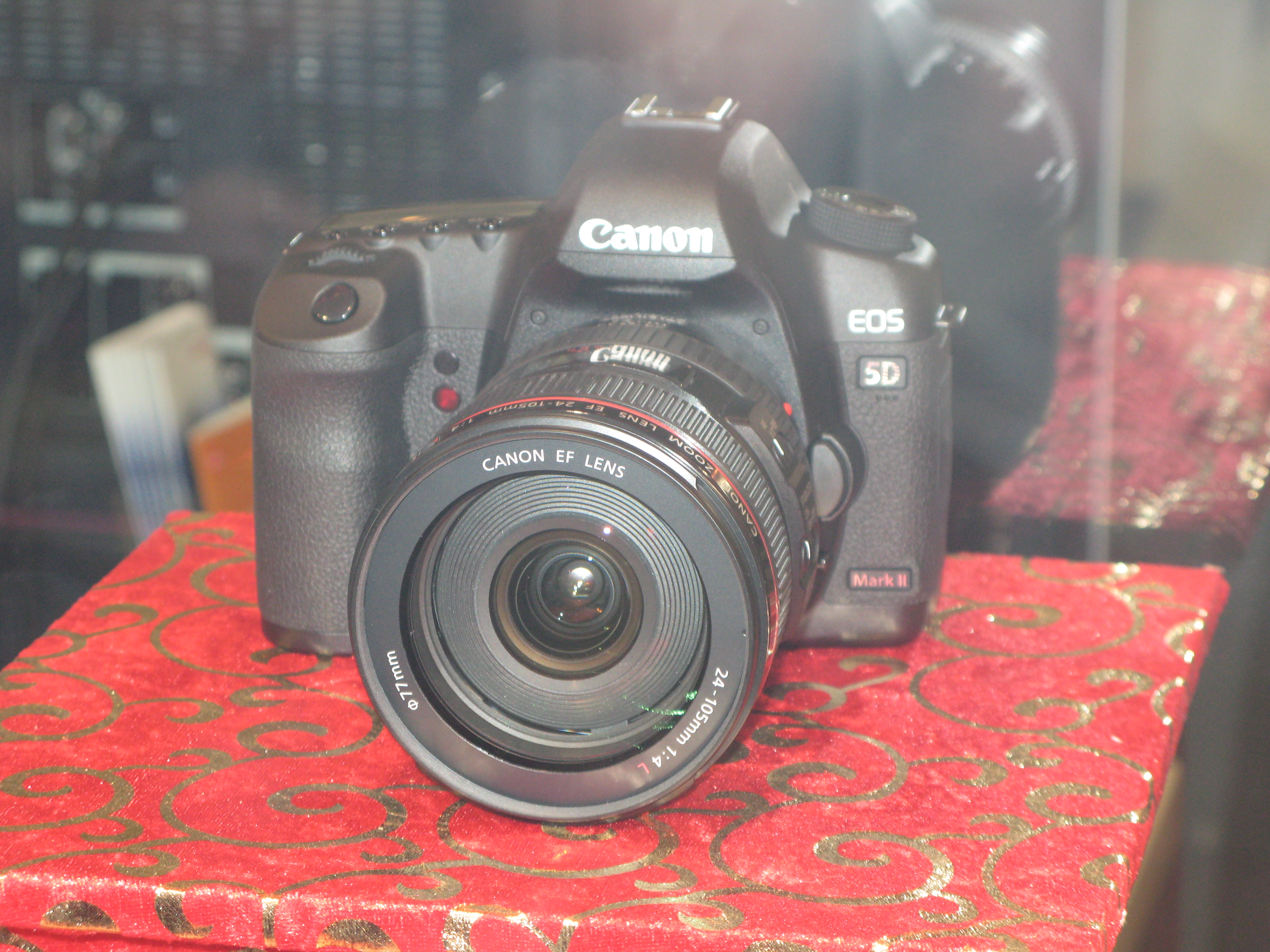
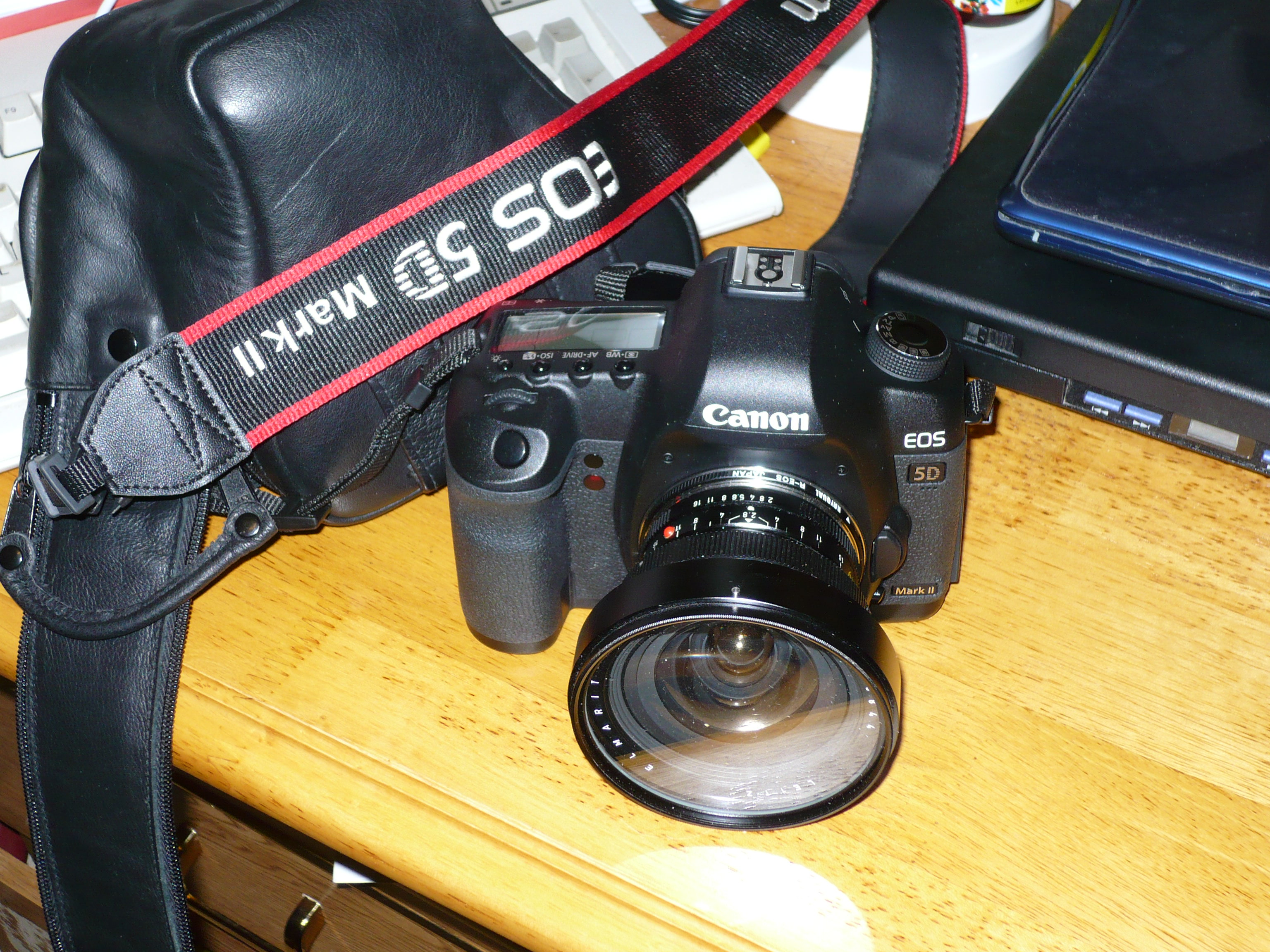

## 같이 보기
- 캐논
- 캐논 EOS
- 캐논 EF 마운트
- 풀프레임 DSLR
- 최후의 툰드라 (SBS)